# Leonard Nimoy

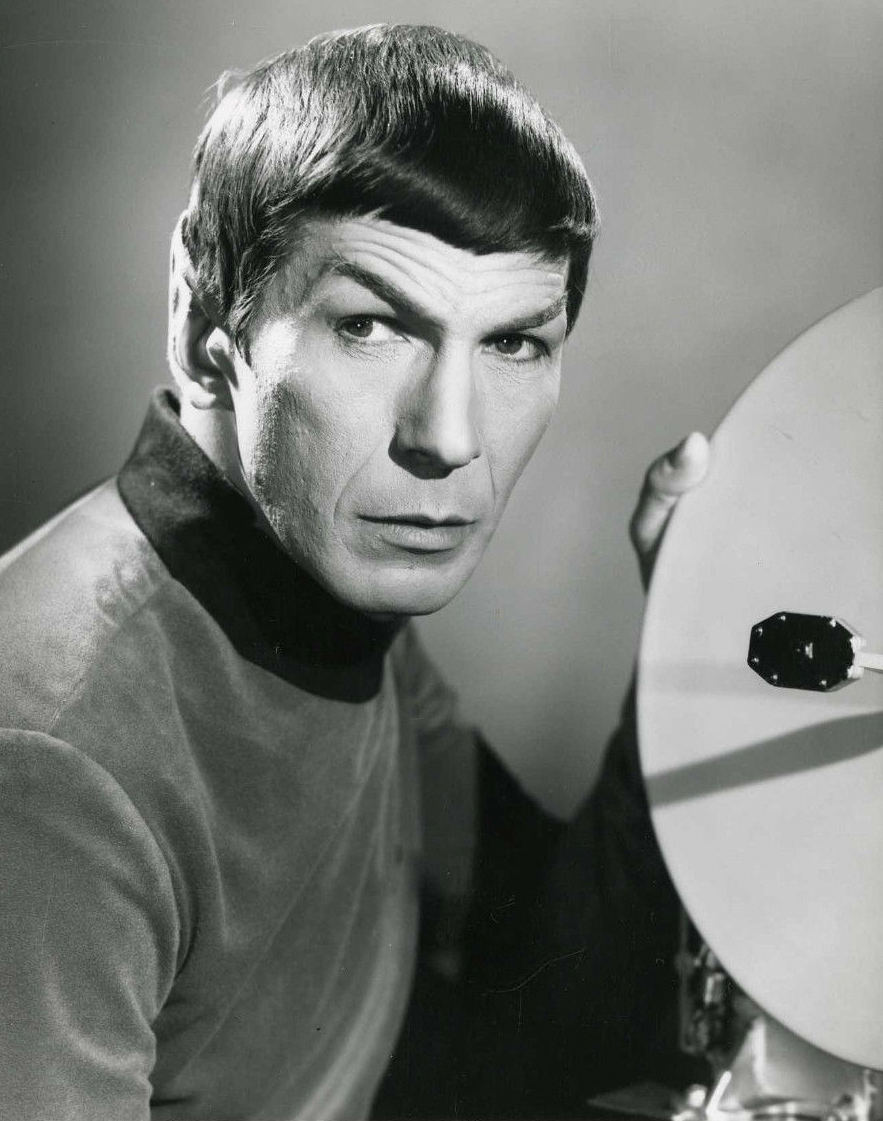
Leonard Nimoy i rollen som Spock, 1967.

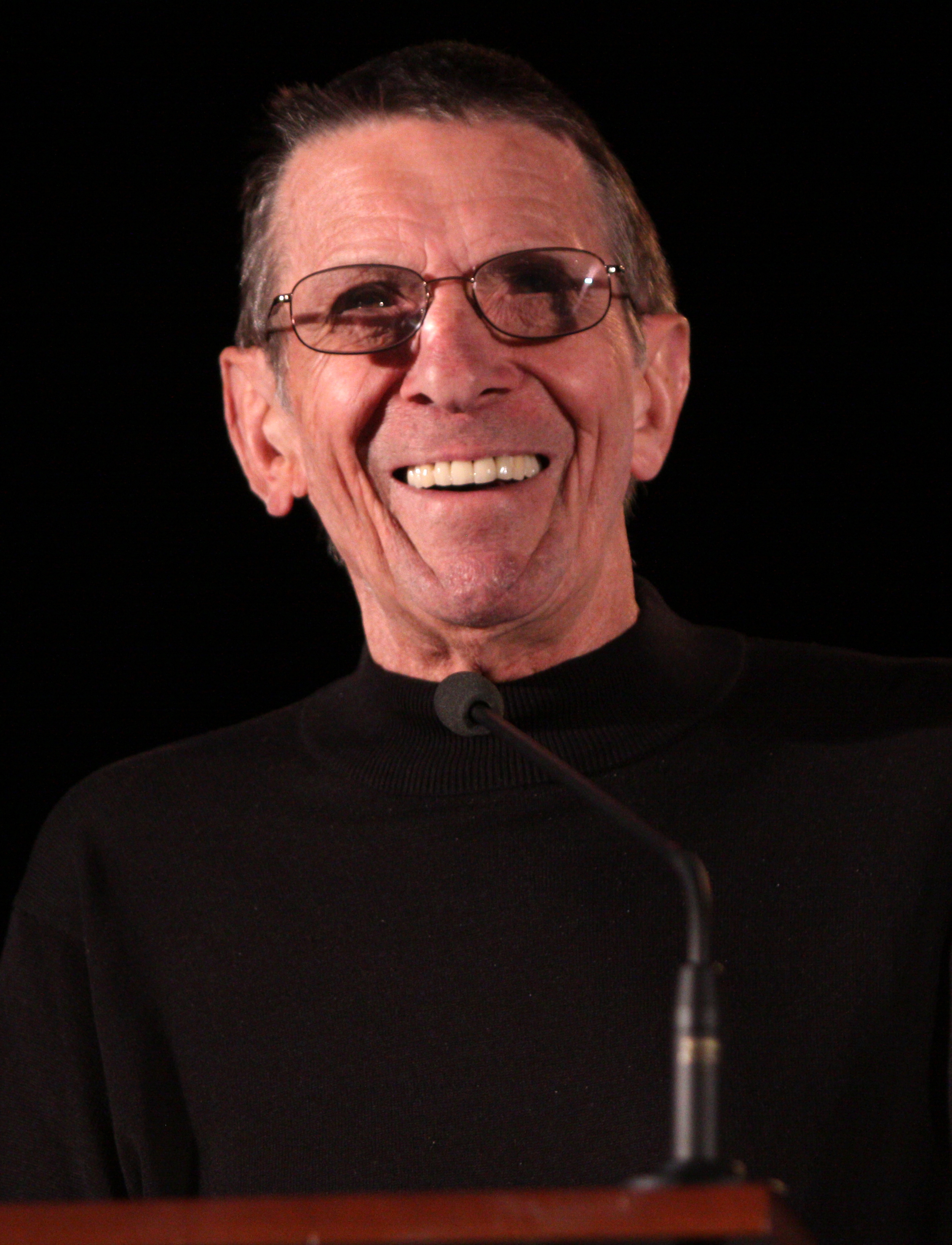
Leonard Nimoy vid 2011 års Phoenix Comicon.

Leonard Simon Nimoy, född 26 mars 1931 i Boston, Massachusetts, död 27 februari 2015 i Los Angeles, Kalifornien, var en amerikansk skådespelare, regissör, författare, musiker och fotograf. Han var framförallt känd för rollen som Spock i TV-serien Star Trek.

## Biografi
Nimoy föddes i Boston och var son till judiska immigranter från Ukraina. Hans far arbetade som barberare. Leonard Nimoy tjänstgjorde under 18 månader i USA:s armé och innan han slog igenom som skådespelare arbetade han bland annat som taxichaufför och som dramalärare i Kalifornien, dit han flyttade 1955.
År 1966 fick han rollen som Spock i Star Trek vilket kom att bli hans mest uppmärksammade roll. Nimoy var med och utvecklade rollfiguren och låg bland annat bakom den välkända vulkanska hälsningen, som baserades på en del ur en judisk ceremoni.
Han medverkade även i flera filmer som handlade om förintelsen och judendom. 1973 debuterade han som regissör och har bland annat regisserat komedin Tre män och en baby (1987) samt två Star Trek-filmer; Star Trek III (1984) och Star Trek IV – Resan hem (1986). Nimoy gav ut två självbiografier,  I Am Not Spock (Jag är inte Spock) (1975) och I Am Spock (Jag är Spock) (1995), flera fotoböcker och flera musikalbum. I egenskap av författare och fotograf intresserade han sig företrädesvis för reformjudendomen och kabbala.
År 2014 diagnostiserades Leonard Nimoy med lungsjukdomen KOL och 2015 avled han av sjukdomen.

## Utmärkelser
Asteroiden 4864 Nimoy är uppkallad efter honom.